# Шумлян
Шумлян — деревня в Высокогорском районе Татарстана. Входит в состав Алан-Бексерского сельского поселения.

## География
Находится в северо-западной части Татарстана на расстоянии приблизительно 38 км на север-северо-запад по прямой от районного центра поселка Высокая Гора на границе с республикой Марий Эл.

## История
Основана на рубеже XVIII—XIX веков.

## Население
Постоянных жителей было: в 1859 году — 73, в 1897—149, в 1908—244, в 1920—211, в 1926—248, в 1938—296, в 1949—236, в 1958—148, в 1970 — 95, в 1989 — 38, 9 в 2002 году (русские 100 %), 3 в 2010.